# Prolepsis elotensis
Prolepsis elotensis är en tvåvingeart som beskrevs av Martin 1966. Prolepsis elotensis ingår i släktet Prolepsis och familjen rovflugor. Inga underarter finns listade i Catalogue of Life.